# Hösttjärnen, Lappland
Hösttjärnen är en sjö i Lycksele kommun i Lappland och ingår i Umeälvens huvudavrinningsområde. Sjön har en area på 0,0252 kvadratkilometer och ligger 248,3 meter över havet.

## Delavrinningsområde
Hösttjärnen ingår i det delavrinningsområde (718355-165070) som SMHI kallar för Mynnar i Åträsket. Medelhöjden är 263 meter över havet och ytan är 5,21 kvadratkilometer. Räknas de 2 avrinningsområdena uppströms in blir den ackumulerade arean 22,69 kvadratkilometer. Vattendraget som avvattnar avrinningsområdet har biflödesordning 4, vilket innebär att vattnet flödar genom totalt 4 vattendrag innan det når havet efter 176 kilometer. Avrinningsområdet består mestadels av skog (96 procent). Avrinningsområdet har 0,07 kvadratkilometer vattenytor vilket ger det en sjöprocent på 1,7 procent.